# Reflui zootecnici
I reflui zootecnici o effluenti zootecnici sono l'insieme dei rifiuti prodotti da un allevamento di animali domestici e composti dalle deiezioni solide e liquide (feci e urina), da eventuali materiali solidi di origine vegetale usati come lettimi, da acqua di bevanda e di lavaggio, da resti di alimenti non utilizzati.

## Importanza ecologica
Nei regimi agro-zootecnici tradizionali, caratterizzati da un carico di bestiame di entità contenuto, in rapporto alla superficie agraria utile, i reflui zootecnici, generalmente rappresentati dal letame, erano smaltiti in modo sostenibile con l'utilizzo agronomico sotto forma di fertilizzante e contribuivano alla conservazione della fertilità chimica e fisico-meccanica del suolo agrario. Per questo motivo l'effluente zootecnico, nella fattispecie, il letame, si identificava in un bene economico di produzione, soggetto generalmente a reimpiego all'interno della stessa azienda o alla vendita come sottoprodotto e, quindi, dotato di un valore intrinseco come succedaneo dei fertilizzanti ordinari.
Nei regimi agro-zootecnici intensivi e, a maggior ragione, negli allevamenti senza terra, il carico di bestiame è eccessivo e la quantità di reflui prodotti supera la capacità di smaltimento del suolo, assumendo perciò la connotazione di agente inquinante. L'azione inquinante si deve all'elevato tenore in azoto e in sostanza organica biodegradabile e si manifesta con il passaggio dei reflui nelle acque superficiali, attraverso lo scarico diretto o il dilavamento nella falda freatica. L'inquinamento delle acque superficiali da reflui zootecnici è causa di eutrofizzazione e riduzione del tenore di ossigeno nell'acqua. A questi si deve aggiungere l'eventuale rischio igienico-sanitario associato al possibile incremento di nitrati e di microrganismi patogeni qualora le acque siano destinate ad usi potabili.
La gestione dei reflui nei regimi intensivi apre perciò problematiche di tipo ecologico e igienico ed è perciò oggetto di regolamentazione legislativa. In Italia l'utilizzo agronomico dei reflui zootecnici era regolamentato dal Decreto legislativo n. 152 dell'11 maggio 1999. Il comma 1 dell'art. 2 del D.Lgs. definisce come:
- "effluente di allevamento" le deiezioni del bestiame o una miscela di lettiera e di deiezione di bestiame, anche sotto forma di prodotto trasformato (lettera s);
- "applicazione al terreno" l'apporto di materiale al terreno mediante spandimento sulla superficie del terreno, iniezione nel terreno, interramento, mescolatura con gli strati superficiali del terreno (lettera n);
- "utilizzazione agronomica" la gestione di effluenti di allevamento, di acque di vegetazione residuate dalla lavorazione delle olive ovvero di acque reflue provenienti da aziende agricole e piccole aziende agroalimentari, dalla loro produzione all'applicazione al terreno di cui alla lettera n), finalizzata all'utilizzo delle sostanze nutritive ed ammendanti nei medesimi contenute ovvero al loro utilizzo irriguo o fertirriguo (lettera n-bis).

Oggi è invece regolamentato dal D.Lgs. 152/2006.

## Classificazione

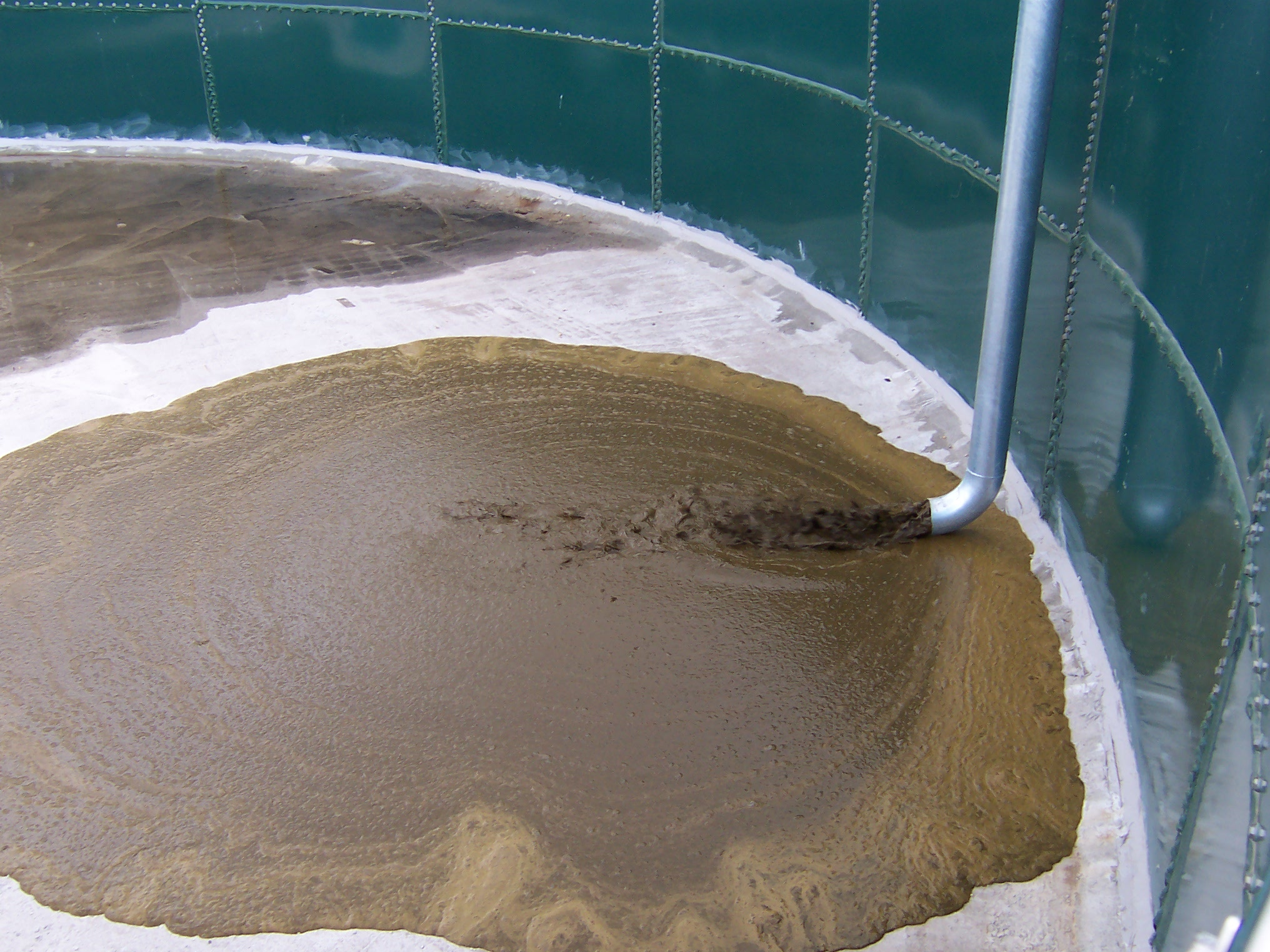
Cisterna di liquame

In relazione alla specie allevata e alla tecnica di allevamento, i reflui zootecnici si differenziano sia nella loro composizione sia nella loro carica inquinante e, in definitiva, nelle tecniche di gestione e smaltimento. Una distinzione fondamentale consiste nella palabilità, termine tecnico che esprime la suscettibilità del refluo ad essere trattato come materiale solido o fluido:
- Sono effluenti "palabili" (solidi) quelli che possono formare cumuli. Sono tali il letame, la pollina essiccata, i fanghi di depurazione, il compost ottenuto dal compostaggio di reflui zootecnici.
- Sono effluenti "non palabili" o "pompabili" (fluidi) quelli che non possono formare cumuli e devono perciò essere contenuti in vasche di stoccaggio. Sono composti dalle deiezioni senza aggiunta di lettiera (o con aggiunte minime di lettiera) ed eventualmente con aggiunta di acque di lavaggio anche in quantità rilevanti. A questa categoria di reflui appartengono il liquame e il liquiletame. Il primo è costituito da deiezioni, acqua di bevanda e di lavaggio ed è completamente privo di lettiera, il secondo è un materiale semifluido costituito da liquame contenente anche una certa quantità di lettiera.